# Pfarrkirche Etzen

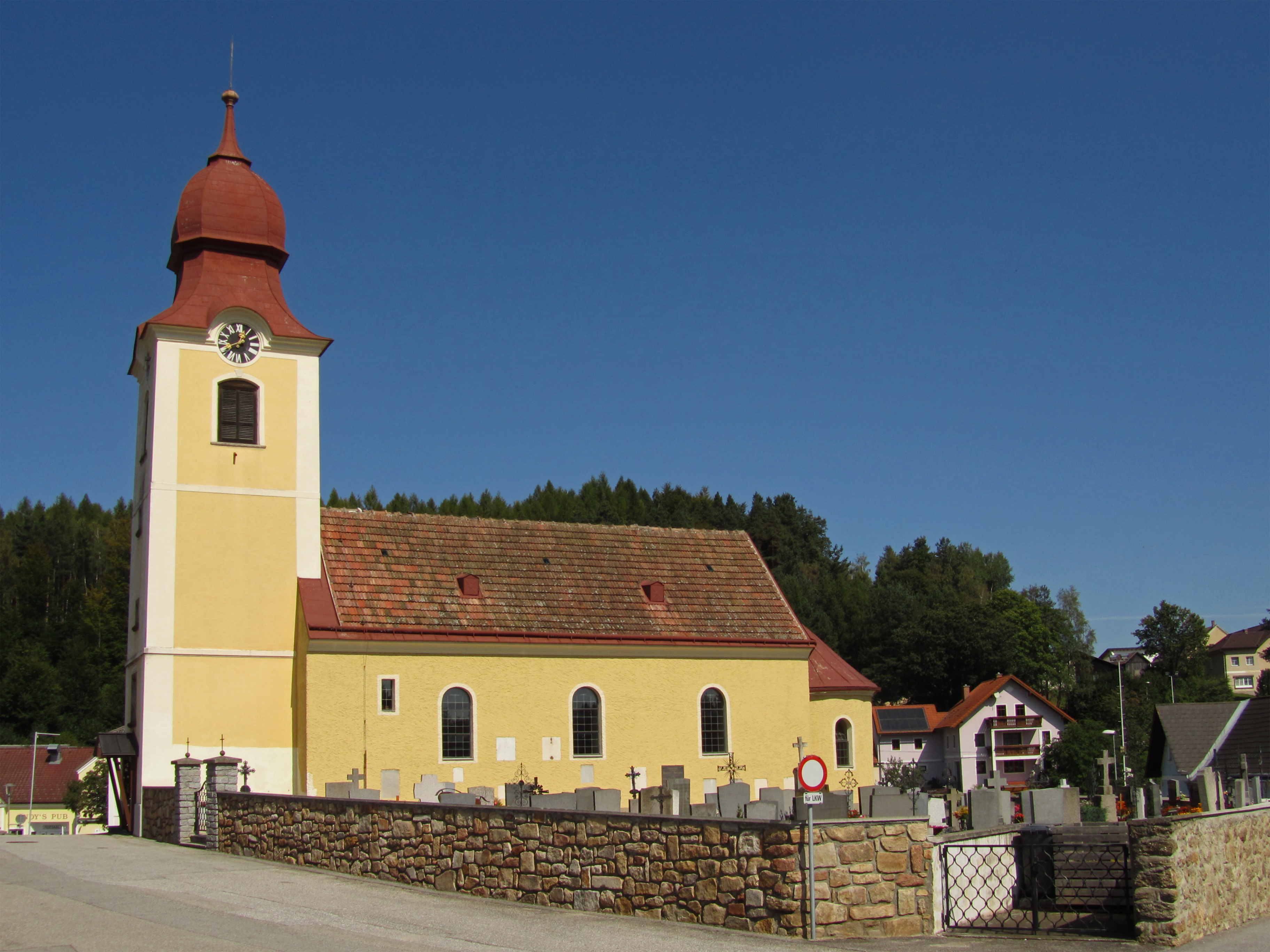
Katholische Pfarrkirche hl. Laurentius in Etzen

Die römisch-katholische Pfarrkirche Etzen steht im Süden des Ortes Etzen in der Stadtgemeinde Groß Gerungs im Bezirk Zwettl in Niederösterreich. Die dem heiligen Laurentius von Rom geweihte Pfarrkirche – dem Stift Zwettl inkorporiert – gehört zum Dekanat Zwettl der Diözese St. Pölten. Die Kirche und der Friedhof stehen unter Denkmalschutz.

## Geschichte
Die romanische Landkirche aus dem 13. Jahrhundert erhielt im 15. Jahrhundert einen gotischen Sakristeianbau. Die Kirche wurde im Ende des 18. Jahrhunderts barockisiert. Der im Westen vorgestellte Turm – mit wuchtig starkem Mauerwerk wohl im Kern ein romanischer Wehrturm – trägt eine glockenförmige Haube aus 1802. Renovierungen waren 1907 und 1918. Am Friedhof stehen zwei Grabsteine im Stil des Biedermeier aus der Mitte des 19. Jahrhunderts.

## Architektur
An das langrechteckige Langhaus – im Kern romanisch – schließt eine romanische mit dem Triumphbogen leicht angeschnittene etwas niedrigere Rundapsis an. Die romanischen Rundbogenfenster der Kirche wurden barock vergrößert. Der gotische zweigeschoßige Sakristeianbau mit zwei gotischen Rechteckfenstern steht an der Nordostseite des Langhauses. Ein gotischer Dreipassgiebel – wohl Teil der ehemaligen Sakramentsnische – ist in der Pfarrhofmauer eingemauert.

## Ausstattung
Der Hochaltar mit Rokokodekor entstand um 1770, zeigt das Altarblatt hl. Laurentius und trägt spätbarocke Seitenfiguren.
Das Orgelgehäuse mit Rokokodekor trägt musizierende Engel und Putten. Eine Glocke nennt Ferdinand Drackh 1724.